# Ángel Perucca
Ángel Perucca (San Martín (Buenos Aires), Argentina, 19 de agosto de 1918; † 12 de septiembre de 1981, La Plata, Argentina), más conocido como El Portón de América, El León del Parque, fue un futbolista y entrenador de fútbol argentino, que jugó como centrocampista defensivo en los clubes Newell's Old Boys de Rosario, San Lorenzo de Almagro de Buenos Aires, e Independiente Santa Fe de Bogotá, además de la selección de fútbol de Argentina en las Copa América de 1945 y 1947.

## Trayectoria

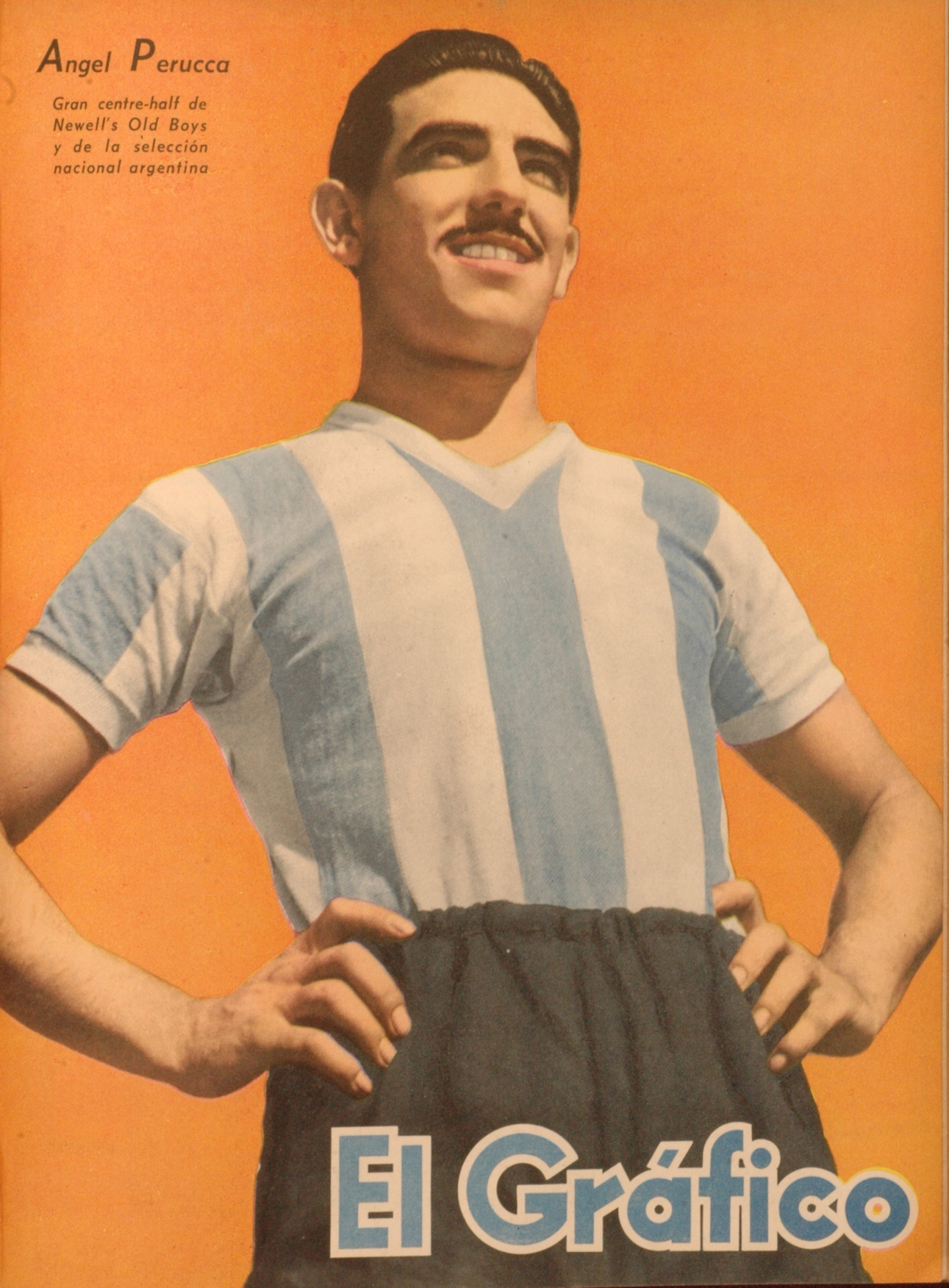
Perucca en 1942.

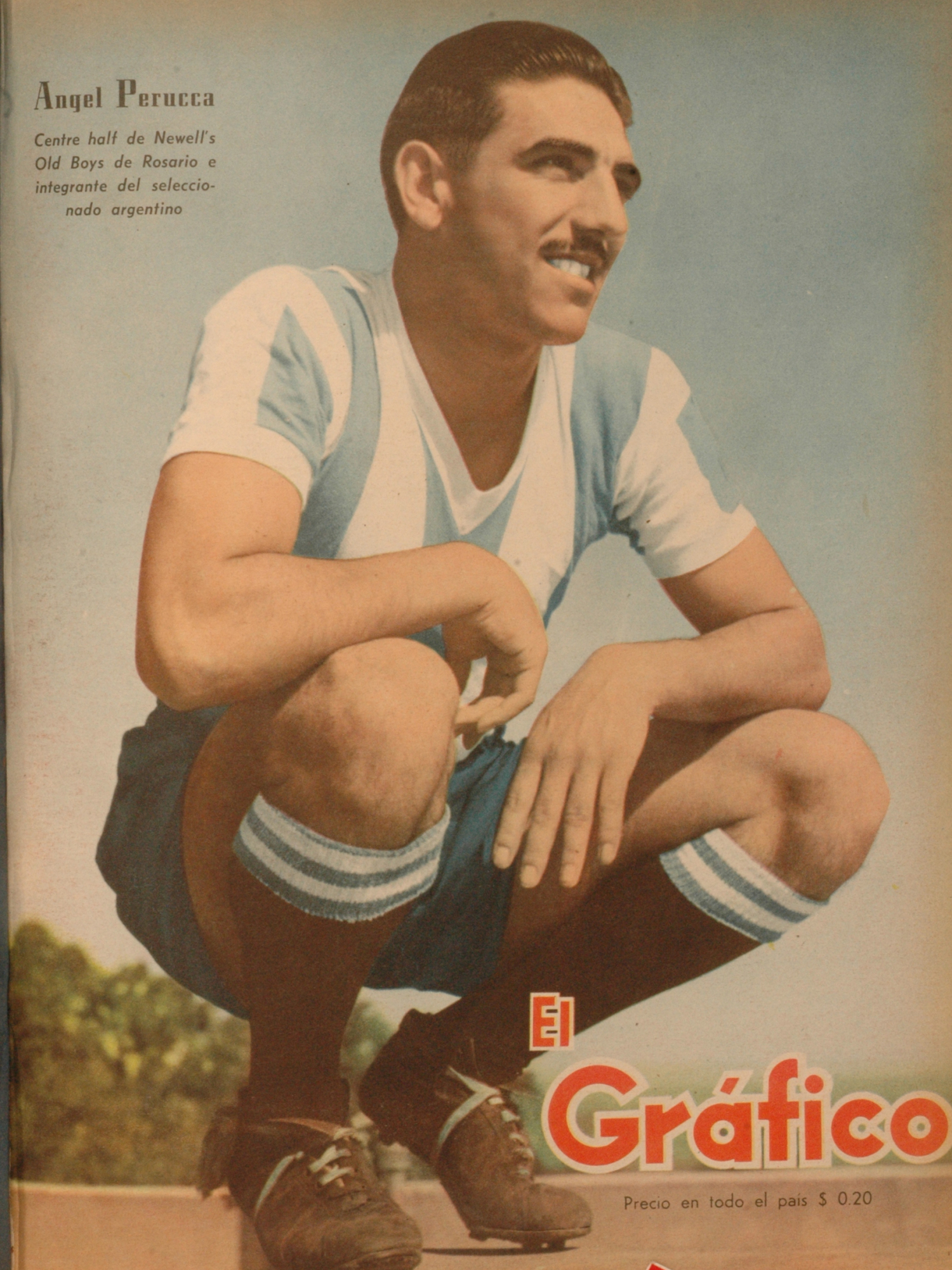
Perucca en 1945.

Como futbolista hizo parte del primer equipo de Newell's Old Boys entre 1938 y 1947, en épocas en que todos querían ser volante central. En 1947 pasó a San Lorenzo luego de rechazar varias ofertas de River Plate. Como tantos otros, tras la huelga de 1949 se fue a Colombia. Allí defendió los colores de Independiente Santa Fe de Bogotá, entre 1949 y 1951, hasta cerrar su extraordinaria campaña. 
De regreso a la Argentina, intentó recuperar sus años de gloria como jugador siendo técnico de San Lorenzo, Colón y varios clubes del Ascenso; en 1969 dirigió con éxito al América de Cali, y logró el subtítulo y la clasificación a la Copa Libertadores de 1970. Su corazón le dijo basta en una tarde gris de octubre de 1981, en La Plata. Tenía 63 años y su último deseo fue ser enterrado en Rosario.

## Selección nacional
Con la celeste y blanca disputó 26 partidos entre 1940 y 1947. América lo descubrió en el Sudamericano del 45, en Chile. Allí la Argentina barrió con sus rivales, se alzó con el torneo y la prensa trasandina lo bautizó como El Portón de América.

## Clubes

### Como futbolista
| Club                   | País      | Año       |
| ---------------------- | --------- | --------- |
| Newell's Old Boys      | Argentina | 1938-1947 |
| San Lorenzo            | Argentina | 1948      |
| Independiente Santa Fe | Colombia  | 1949-1951 |

### Como entrenador
| Club              | País      | Año       |
| ----------------- | --------- | --------- |
| Newell's Old Boys | Argentina | 1963      |
| América de Cali   | Colombia  | 1969-1970 |
| Tigre             | Argentina | 1971-1972 |